# دین اوانز (ورزشکار)
دین اوانز (انگلیسی: Dean Evans؛ زادهٔ ۱۴ آوریل ۱۹۶۷) بازیکن هاکی روی چمن اهل استرالیا است.